# Dipterocarpus globosus
Espèce
Classification phylogénétique
Statut de conservation UICN

 LC  : Préoccupation mineure
Dipterocarpus globosus est un grand arbre sempervirent de Bornéo appartenant à la famille des Diptérocarpacées.

## Répartition
Forêts de dipterocarp et de sols pauvres du Kalimantan, du Sarawak et de Brunei où il était localement abondant.

## Préservation
En danger critique de disparition du fait de la déforestation.